# Младен II Шубић
Младен II Шубић брибирски (око 1270 – 1341. или 1343) био је бан Далмације и Хрватске и господар Босне 1312-1322. Називао се још и кнезом Задра и принцом Далмације.
Бан Босне и градски кнез Задра постао је још за живота свога оца Павла Шубића. После двогодишње упорне одбране Задра био је принуђен да га преда Венецији 1313. године, кад је почело и опадање моћи Шубића Брибирских. Тад се против Шубића дигла најмоћнија хрватска властела као и многи приморски градови, потпомагани од Венеције, За време буне у Трогиру 1315. године, Шубић је притекао у помоћ племству и безуспешно опседао град. У тешким борбама 1316-1318. године против удружене властеле, Шубић је опседао побуњени Шибеник, али га због помоћи коју је граду пружала Венеција није могао освојити.
Рат са српским краљем Милутином завршио се давањем талаца Милутину 1319. године. После тога, Шубић је дошао у сукоб са Трогиром кога је такође безуспешно опседао. Шибеник и Трогир склапају савез 1322. године. Против Младена Шубића устаје и његов брат Павле II који је желео да преузме банску власт. Највеће борбе вођене су око Шубићевог средишта – Скрадина. У лето 1322. они су уз помоћ угарско-хрватског краља поразили Шубића код Близне у Пољацима. Док су борбе још увек трајале, у Хрватску је дошао краљ Карло Роберт са 20.000 војника. Он је на превару заробио Младена Шубића и одвео га, као сужња, у Маџарску где је умро 1341. или 1343. године.

## Породично стабло
|  |                    |  |  |  |  |  |  |  |  |  |  |  |  |  |  |  |
|  | 2. Павле I Шубић   |  |  |  |  |  |  |  |  |  |  |  |  |  |  |  |
|  |                    |  |  |  |  |  |  |  |  |  |  |  |  |  |  |  |
|  |                    |  |  |  |  |  |  |  |  |  |  |  |  |  |  |  |
|  | 1. Младен II Шубић |  |  |  |  |  |  |  |  |  |  |  |  |  |  |  |
|  |                    |  |  |  |  |  |  |  |  |  |  |  |  |  |  |  |
|  |                    |  |  |  |  |  |  |  |  |  |  |  |  |  |  |  |